# Leichtathletik-Europameisterschaften 1962/Diskuswurf der Männer

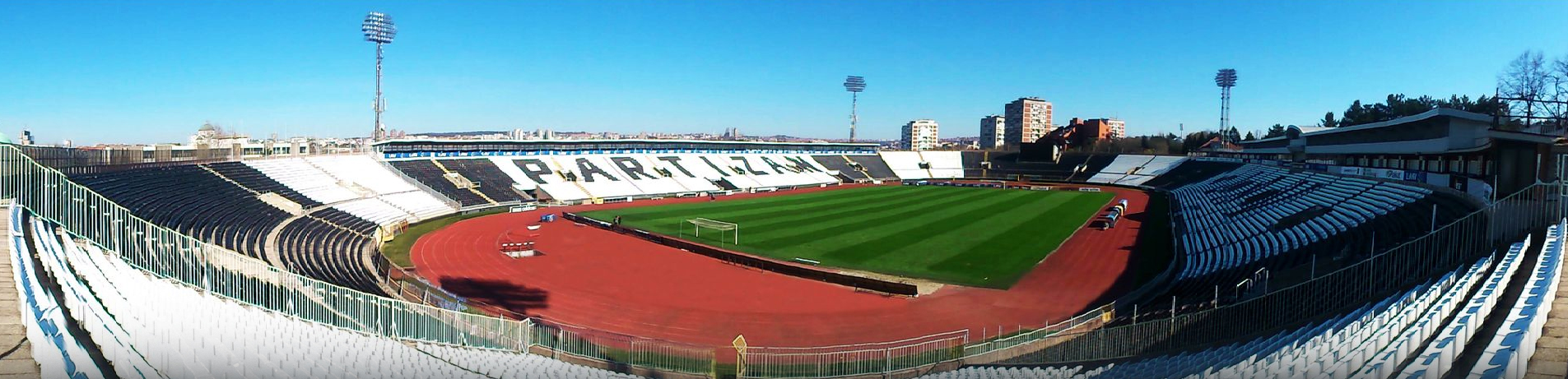
Panoramablick auf das Partizan-Stadion 2014 – 52 Jahre
nach den dortigen Europameisterschaften

Der Diskuswurf der Männer bei den Leichtathletik-Europameisterschaften 1962 wurde am 12. und 13. September 1962 im Belgrader Partizan-Stadion ausgetragen.
Europameister wurde der sowjetische EM-Dritte von 1958 Wladimir Trussenjow. Er gewann vor dem Niederländer Cornelis Koch und dem Deutschen Lothar Milde.

## Rekorde

### Bestehende Rekorde
| Weltrekord   | 62,45 m | Al Oerter           | Chicago, USA                                              | 1. Juli 1962    |
| Europarekord | 61,64 m | Wladimir Trussenjow | Leningrad, Sowjetunion (heute Sankt Petersburg, Russland) | 4. Juni 1962    |
| EM-Rekord    | 53,92 m | Edmund Piątkowski   | EM Stockholm, Schweden                                    | 22. August 1958 |

### Rekordverbesserung
Der bestehende Meisterschaftsrekord wurde bei diesen Europameisterschaften zweimal verbessert:
- 55,79 m – Edmund Piątkowski (Polen), Qualifikation am 12. September
- 57,11 m – Wladimir Trussenjow (Sowjetunion), erster Wurf im Finale am 13. September

## Qualifikation
12. September 1962, 17.50 Uhr
Die 27 Teilnehmer traten zu einer gemeinsamen Qualifikationsrunde an. Zehn Athleten (hellblau unterlegt) übertrafen die Qualifikationsweite für den direkten Finaleinzug von 53,00 m. Damit war die Mindestanzahl von zwölf Finalteilnehmern nicht erreicht. Die beiden nächsten bestplatzierten Sportler (hellgrün unterlegt) rückten nach und so reichten schließlich 52,77 m für die Finalteilnahme.
| Platz | Name                | Nation           | Weite (m) |
| ----- | ------------------- | ---------------- | --------- |
| 1     | Edmund Piątkowski   | Polen            | 55,79 CR  |
| 2     | Cornelis Koch       | Niederlande      | 54,72000  |
| 3     | Wiktor Kompanijez   | Sowjetunion      | 53,96000  |
| 4     | Wladimir Trussenjow | Sowjetunion      | 53,88000  |
| 5     | József Szécsényi    | Ungarn           | 53,38000  |
| 6     | Lars Haglund        | Schweden         | 53,28000  |
| 7     | Đorđe Rakić         | Jugoslawien      | 53,19000  |
| 8     | Todor Artarski      | Bulgarien        | 53,16000  |
| 9     | Lothar Milde        | Deutschland      | 53,11000  |
| 10    | Ludvík Daněk        | Tschechoslowakei | 53,00000  |
| 11    | Fritz Kühl          | Deutschland      | 52,86000  |
| 12    | Carmelo Rado        | Italien          | 52,77000  |
| 13    | Dako Radošević      | Jugoslawien      | 52,56000  |
| 14    | Stein Haugen        | Norwegen         | 52,52000  |
| 15    | Zenon Begier        | Polen            | 52,39000  |
| 16    | Carol Lindroos      | Finnland         | 51,96000  |
| 17    | Pentti Repo         | Finnland         | 51,83000  |
| 18    | Josef Klik          | Deutschland      | 50,95000  |
| 19    | Gaetano Dalla Pria  | Italien          | 50,71000  |
| 20    | Ladislav Petrovic   | Jugoslawien      | 50,28000  |
| 21    | Pierre Alard        | Frankreich       | 49,96000  |
| 22    | Ferenc Klics        | Ungarn           | 49,49000  |
| 23    | Georgios Tsakanikas | Griechenland     | 48,96000  |
| 24    | Mathias Mehr        | Schweiz          | 47,82000  |
| 25    | Eric Cleaver        | Großbritannien   | 47,08000  |
| NW    | Antonios Kounadis   | Griechenland     | ogV000    |
| NW    | Franco Grossi       | Italien          | ogV000    |

## Finale

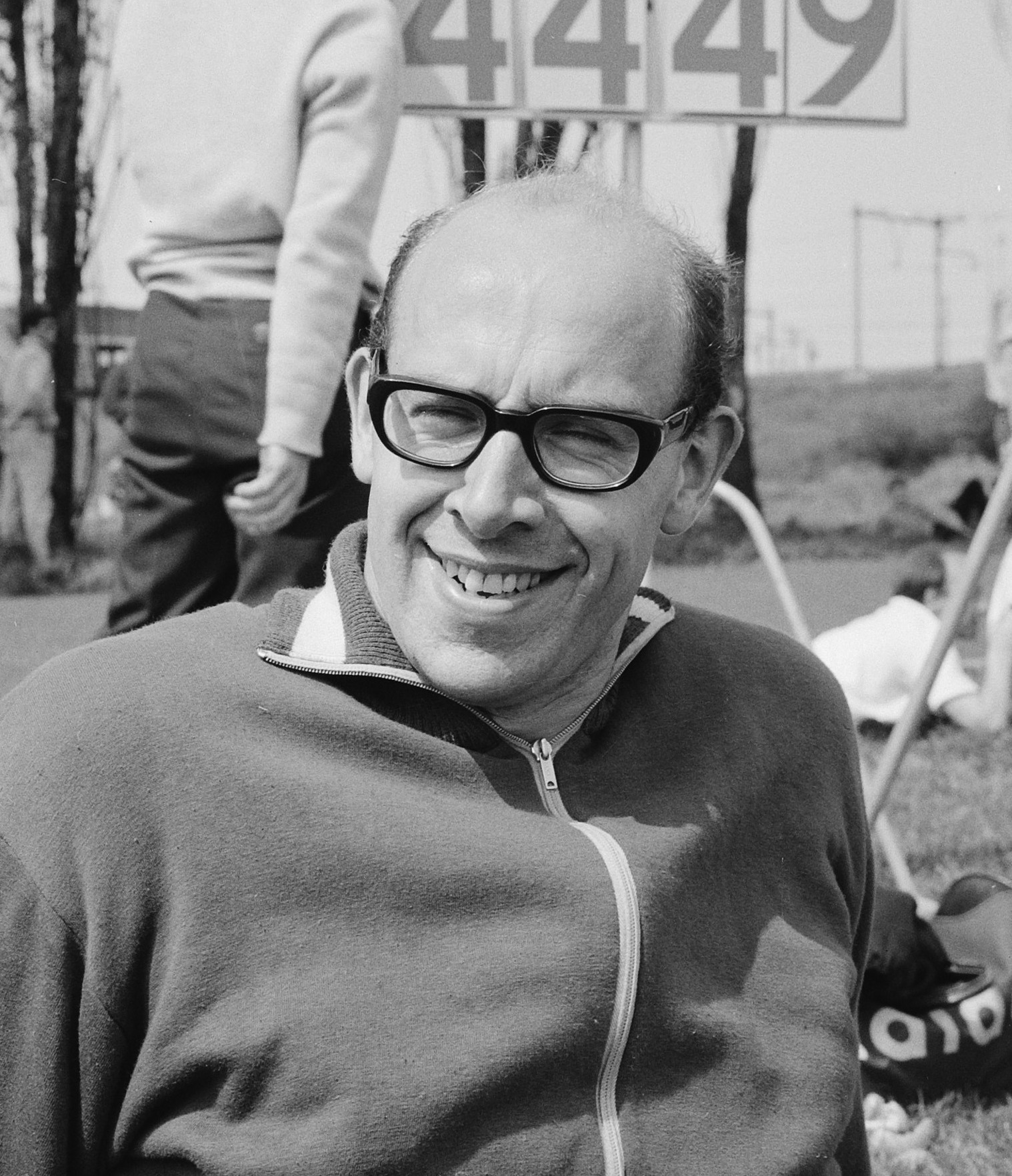
Cornelis Koch, EM-Zehnter 1958, wurde Vizeeuropameister
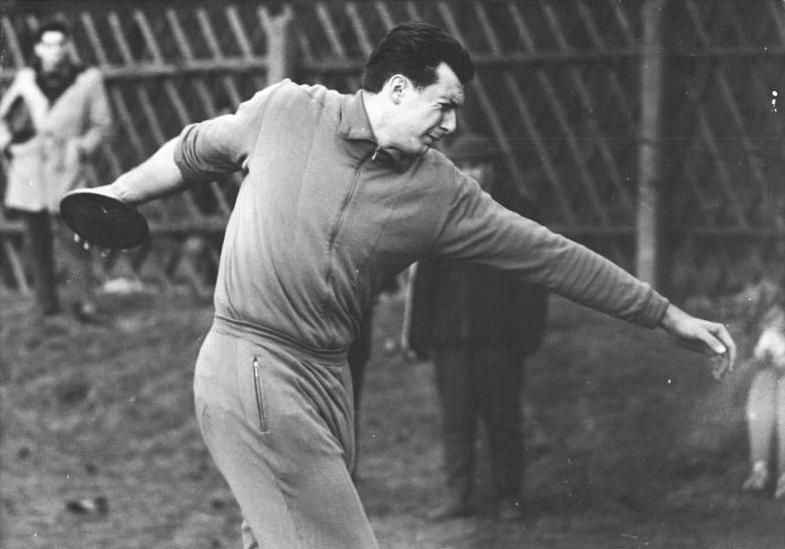
Bronzemedaillengewinner Lothar Milde
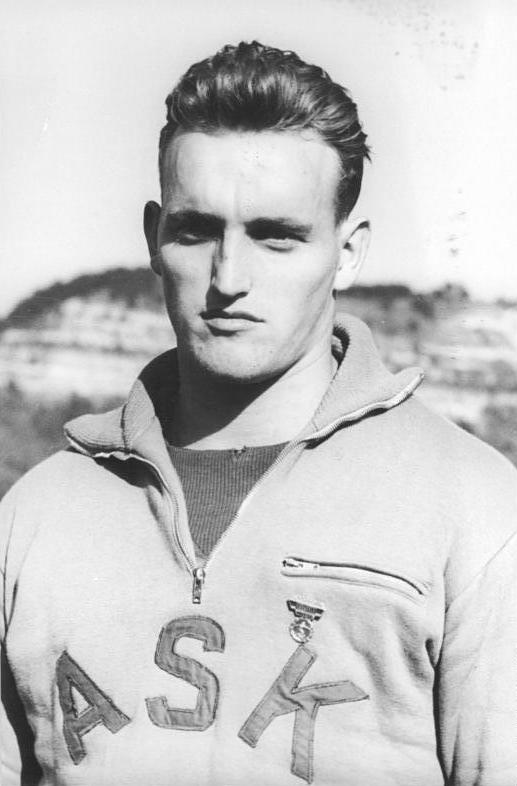
Fritz Kühl, EM-Dreizehnter von 1958, belegte Rang sieben

13. September 1962, 15.30 Uhr
| Platz | Name                | Nation           | Weite (m) |
| ----- | ------------------- | ---------------- | --------- |
| 1     | Wladimir Trussenjow | Sowjetunion      | 57,11 CR  |
| 2     | Cornelis Koch       | Niederlande      | 55,96     |
| 3     | Lothar Milde        | Deutschland      | 55,47     |
| 4     | Edmund Piątkowski   | Polen            | 55,13     |
| 5     | Wiktor Kompanijez   | Sowjetunion      | 54,74     |
| 6     | József Szécsényi    | Ungarn           | 54,66     |
| 7     | Fritz Kühl          | Deutschland      | 53,86     |
| 8     | Carmelo Rado        | Italien          | 52,82     |
| 9     | Ludvík Daněk        | Tschechoslowakei | 52,12     |
| 10    | Todor Artarski      | Bulgarien        | 51,02     |
| 11    | Lars Haglund        | Schweden         | 50,48     |
| 12    | Đorđe Rakić         | Jugoslawien      | 49,80     |

Europameister Wladimir Trussenjow hatte im Finale folgende Serie:

57,11 m – 52,28 m – 52,41 m – 56,66 m – x – 55,96 m